# 15 Евномія
15 Евномія або 15 Євномія (15 Eunomia) — астероїд головного поясу, відкритий 29 липня 1851 року італійським астрономом Аннібале де Гаспарісом. Орбіта була визначена за результатами спостережень 2 вересня 1851 року.
Є найбільшим із кам'янистих астероїдів (астероїдів S-типу) та 6-8 за масою серед усіх астероїдів. Його маса становить за останніми оцінками 3,25×1019 кг, або близько 1 % маси всього поясу астероїдів. Більш рані оцінки маси були меншими і Евномія вважалась 12-м за масою астероїдом.
Тіссеранів параметр щодо Юпітера — 3,340.

## Харакетристика
Спектроскопічні дослідження поверхні показали, що вона неоднорідна за своїм складом: складається переважно із силікатів, але виявлені також області зі значним вмістом збагачених кальцієм піроксенів та олівінів, металевих заліза та нікелю. Причому ці області розподілені на поверхні астероїда нерівномірно. Основною гіпотезою, що пояснює такий нерівномірний розподіл є зіткнення материнського тіла з іншим космічним об'єктом, що призвело до відокремлення більшої частини кори цього тіла та утворення сім'ї астероїдів Евномія. Тобто, астероїд 15 Евномія є центральним залишком материнського космічного тіла.

## Цікаві факти
Тричі спостерігали, як Евномія закриває зірки.
Розміри Евномії порівнянні із розмірами штату Меріленд (США).
4 березня 2002 року астероїд (50278) 2000 CZ12 пройшов на відстані приблизно 0,00037 астрономічних одиниць (55 200 км) від Евномії.
Під назвою «Ейномія» згадується у повісті братів Стругацьких «Стажери»: на залишках астероїда функціонує дослідницька станція, що вивчає гравітацію, космічні промені, наднизькі температури тощо.